# Миниатюрное огнестрельное оружие
Миниатюрное огнестрельное оружие — это миниатюрные модели огнестрельного оружия, которые не только имитируют его внешний вид, но и являются частично или полностью функциональными. Как правило, миниатюрное оружие подходит для демонстрации стрельбы одиночными выстрелами, но существуют отдельные экземпляры, в которых реализован механизм автоматической подачи патрона.

## История
Самые ранние дошедшие до нас сведения об изготовлении миниатюрного огнестрельного оружия относятся к Англии XV века (вскоре после появления ручного огнестрельного оружия). Копии мушкетов и ружей нередко делались из дерева, в том числе ценных пород, и инкрустировались драгоценными камнями и металлами, так как являлись по сути предметами роскоши. Оружейники и оружейные дома дарили их членам царствующих семей, аристократам, военным деятелям и крупным чиновникам.
На Руси практика изготовления миниатюрных копий оружия (начиная с пищалей) получила распространение примерно с XVI века и достигла расцвета в правление Петра Великого. Изделия изготавливались для оттачивания мастерства оружейников и использовались в основном в качестве подарков знатным людям.
На сегодняшний день, действующие миниатюрные модели огнестрельного оружия продолжают производиться в качестве сувениров и предметов коллекционирования.

## Общие сведения

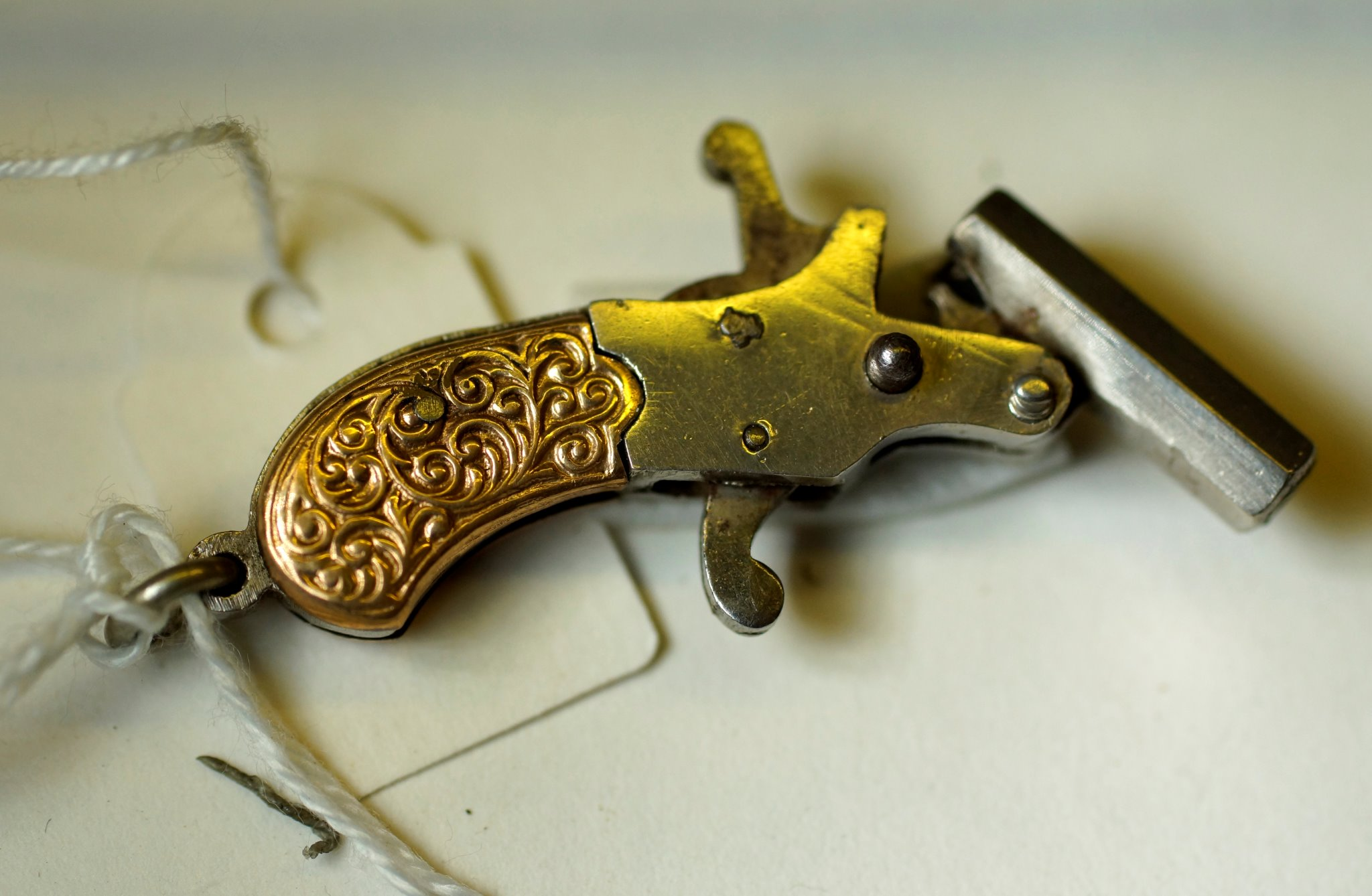
Миниатюрный пистолет в музее полиции Западного Мидленда

Миниатюрные модели исторических и современных пистолетов, ружей, винтовок, автоматов, гранатомётов и пулемётов обычно имеют калибр в 1—3 миллиметра и размер от крошечного до один к двум или один к трём по отношению к боевому оружию. Вес моделей соответственно может быть ограничен несколькими граммами или быть гораздо большим. Миниатюризация оружия в принципе не ограничена, но действующие сувениры тем дороже, чем они меньше, так как для самых маленьких изделий требуется филигранная, кропотливая работа мастеров в течение долгого времени.
Механизм выстрела внутри модели может копировать таковой у обычного оружия (например, у нагана) или быть произвольным. Так как обычный порох слишком крупнозернист для стрельбы из миниатюрных моделей, в патронах к ним используются специальные капсюльные смеси. Как правило, миниатюрное оружие несёт минимальную опасность для жизни и здоровья человека. Тем не менее, обычно оно должно иметь соответствующие сертификаты.